# 圣安德烈 (塔恩省)
圣安德烈（法語：Saint-André，法語發音：[sɛ̃.t‿ɑ̃dʁe] ⓘ）是法国奥克西塔尼大区塔恩省的一个市镇，属于阿尔比区。

## 地理
圣安德烈（43°55'59"N, 2°27'36"E）面积7.27 平方千米，位于法国奧克西塔尼大區塔恩省，该省份为法国南部内陆省份，北起顺时针与阿韦龙省、埃罗省、奥德省、上加龙省和塔恩-加龙省接壤。
与圣安德烈接壤的市镇（或旧市镇、城区）包括：阿尔邦、昂比亚莱、阿萨克、卡迪、屈尔瓦勒、勒弗赖斯。

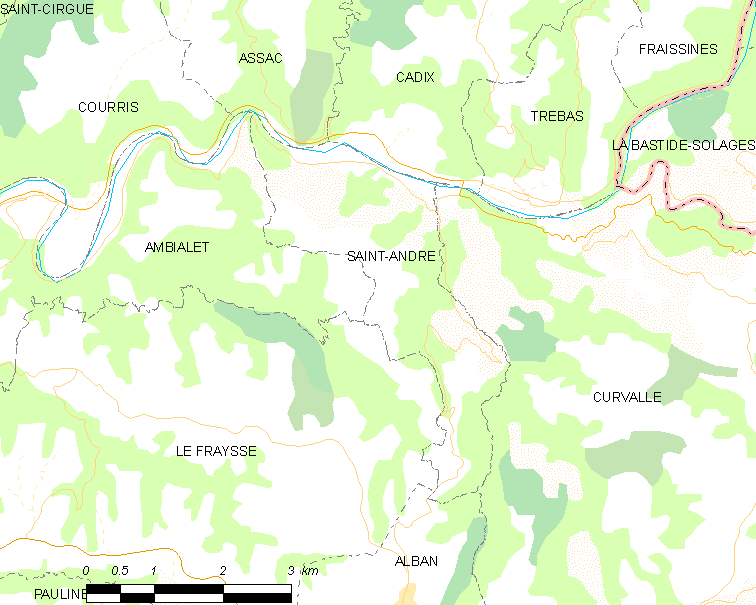
的OSM定位图

圣安德烈的时区为UTC+01:00、UTC+02:00（夏令时）。

## 行政
圣安德烈的邮政编码为81250，INSEE市镇编码为81240。

## 政治
圣安德烈所属的省级选区为上达杜县。

## 人口

1962-2008年间人口变化图示

圣安德烈于2022年1月1日时的人口数量为102人。